# Dosenschildkröten

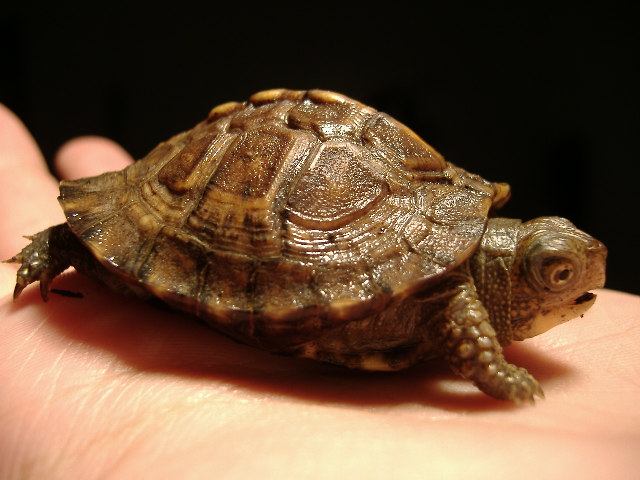
Jungtier der Gewöhnlichen Dosenschildkröte

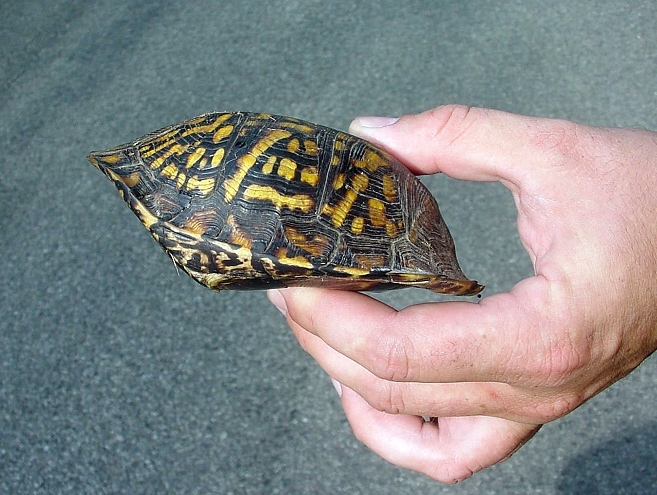
Gewöhnliche Dosenschildkröte mit geschlossenem Panzer

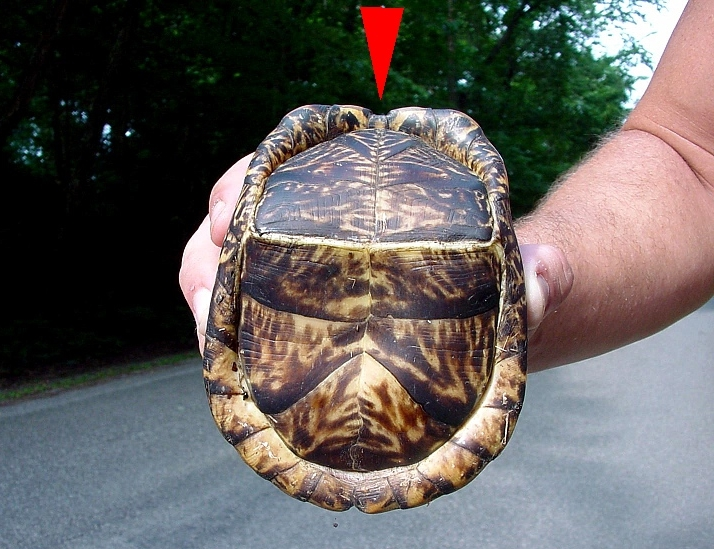
Terrapene carolina

Die Dosenschildkröten (Terrapene) sind eine Gattung aus der Unterordnung der Halsberger-Schildkröten. Die Tiere gehören zur Familie der Emydidae (Neuwelt-Sumpfschildkröten) und leben zum Teil amphibisch.

## Erscheinungsbild
Dosenschildkröten haben einen gewölbten Carapax (Rückenpanzer) mit einem mehr oder weniger stark ausgebildeten Mittelkiel. Mit Hilfe eines Quergelenkes im Plastron (Bauchpanzer) sind sie in der Lage, „Vorderlappen“ und „Hinterlappen“ des Bauchpanzers hochzuklappen. Vorher müssen sie Kopf und Gliedmaßen einziehen. Dadurch werden die Öffnungen des Panzers verschlossen und die Schildkröte ist vor Gefahr geschützt. Bei frisch geschlüpften Jungtieren funktioniert dieser Mechanismus allerdings noch nicht.

## Verhalten
Dosenschildkröten gehen morgens und abends auf Nahrungssuche. Die übrige Zeit verbringen die Tiere ruhend, dabei ganz oder teilweise im Sandboden vergraben. Obwohl Dosenschildkröten Landtiere sind, können sie gut schwimmen und gehen ins Wasser. Sie sind gewöhnlich – aufgrund des gespeicherten Fetts im Carapax – nicht in der Lage, tief zu tauchen. Terrapene sind Individualisten, jedes hat eigene, charakteristische Lebensgewohnheiten und Lebensräume (Habitate). Einige halten sich beispielsweise fast ausschließlich im Wasser auf, während andere es nie aufsuchen. Dosenschildkröten halten je nach Art, resp. Unterart eine Winterruhe.

## Ernährung
Terrapene sind generell Allesfresser. Man sagt, dass Schlüpflinge leicht an gemischte Kost (Salat, Obst, Mäuse, Asseln, Würmer, Schnecken usw.) zu gewöhnen sind, im Alter hingegen mehr fleischliche Nahrung vertilgen und pflanzliche Beikost, auch Pilze usw., zu sich nehmen. In einigen Büchern ist zu lesen, dass die Tiere auch Giftpilze verzehren können, ohne Schaden zu nehmen. Daher ist es für den Menschen nicht ratsam, die Schildkröten zu essen, da diese Gifte im Körper der Schildkröte ihre Wirkung nicht verlieren.

## Verbreitung
Terrapene sind in weiten Teilen der USA verbreitet. Sie kommen, außer im Bergland, vom Nordosten Nordamerikas über den größten Teil der USA, zwischen den westlichen Nebenflüssen des Mississippi und in einzelnen Gebieten im zentralen und südlichen Mexiko vor.

## Natürlicher Lebensraum
Dosenschildkröten bevorzugen fruchtbares Grasland, sandige, halbtrockene Böden mit Strauchwuchs, in der Nähe von Gewässern. Auch entlang von Waldrändern und lichten Wäldern, Wiesen, Feuchtwiesen, Sumpfgebieten sowie entlang von Bächen und Gräben sind sie zu finden.

## Systematik
Zur Gattung Dosenschildkröten gehören derzeit folgend 6 rezente Arten:
- Gewöhnliche Dosenschildkröte (Terrapene carolina (Linnaeus, 1758))
  - Carolina-Dosenschildkröte (Terrapene carolina carolina (Linnaeus, 1758))
  - Florida-Dosenschildkröte (Terrapene carolina bauri Taylor, 1895)
  - Golfküsten-Dosenschildkröte (Terrapene carolina major (Agassiz, 1857))
  - Dreizehen-Dosenschildkröte (Terrapene carolina triunguis (Agassiz, 1857))
- Mexikanische Dosenschildkröte (Terrapene mexicana (Gray, 1849))[5]
- Yucatan-Dosenschildkröte (Terrapene yucatana (Boulenger, 1895))
- Coahuila-Dosenschildkröte (Terrapene coahuila Schmidt & Owens, 1944)
- Tropfen-Dosenschildkröte (Terrapene nelsoni Stejneger, 1925)
  - Südliche Tropfen-Dosenschildkröte (Terrapene nelsoni nelsoni Stejneger, 1925)
  - Nördliche Tropfen-Dosenschildkröte (Terrapene nelsoni klauberi Bogert, 1943)
- Schmuck-Dosenschildkröte (Terrapene ornata (Agassiz, 1857))
  - Östliche Schmuck-Dosenschildkröte (Terrapene ornata ornata (Agassiz, 1857))
  - Westliche Schmuck-Dosenschildkröte (Terrapene ornata luteola Smith & Ramsey, 1952)